# Волков Олександр Мелентійович
Олекса́ндр Меле́нтійович Во́лков (рос. Алекса́ндр Меле́нтьевич Во́лков) (14 червня 1891, Усть-Каменогорськ, Російська імперія — 3 липня 1977, Москва, РРФСР) — російський радянський письменник, драматург, перекладач.

## Життєпис
Олександр Волков народився 14 червня 1891 року в Усть-Каменогорську (Російська імперія, зараз місто в Казахстані) у в сім'ї вислуженого фельдфебеля Мелентія Михайловича. В 1907 році поступив до Томського учительського інституту. Закінчивши інститут у 1910 році, та отримавши спеціальність математика, працював учителем в містечку Коливань, що в Алтайському краї, а згодом в Усть-Каменогорську, в училищі, де розпочинав своє навчання. В 1920-х роках переїхав до Ярославля, тут працював директором школи. Заочно закінчив Ярославський педагогічний інститут.
В 1929 році переїхав до Москви, де працював завідувачем навчальної частини робфаку. За сім місяців закінчив курс Московського університету. З 1931 року, протягом двадцяти років, від часу заснування, Олександр Волков викладач, згодом доцент кафедри вищої математики Московського інституту кольорових металів та золота.
Свій перший роман розпочав писати в дванадцятирічному віці. Друкувався з 1917 року. В 1920-ті роки його п'єси ставили на сценах декількох провінційних театрів. В кінці 1930-х років увійшов до великої літератури. Загальний наклад його творів, виданих на багатьох мовах світу, перевищив двадцять п'ять мільйонів примірників.

## Творчість

### Цикл «Чарівник Смарагдового міста»
Основу першої книги становить твір американського дитячого письменника Лаймена Френка Баума «Дивовижний чарівник країни Оз».
- «Чарівник Смарагдового міста» (1939)
- «Урфін Джус і його дерев'яні солдати» (1963)
- «Сім підземних королів» (1964)
- «Вогняний бог Маранів» (1968)
- «Жовтий туман» (1970)
- «Таємниця покинутого замку» (1976, книжкова версія — 1982)

### Повісті
- «Двоє братів» (1938–1961)
- «Чудовна куля (Перший повітроплавець)» (1940)
- «Бійці-невидимки» (1942)
- «Літаки на війні» (1946)
- «Слід за кормою» (1960)
- «Мандрівники в третє тисячоліття» (1960)
- «Пригоди двох друзів в країні минулого» (1963)
- «Царгородська полонянка» (1969)
- «І закривавилася Лєна» (1975)

### Оповідання та нариси
- «Мандрівка Петрика Іванова на позаземну станцію»
- «В горах Алтаю»
- «Лапатинська затока»
- «На річці Бужі»
- «Родинна пляма»
- «Вдалий день»
- «Біля багаття»

### Романи
- «Зодчі» (1954)
- «Поневіряння» (1963)

### Науково-популярні книги
- «Як ловити рибу вудкою. Записки рибалки» (1953)
- «Земля і небо» (1957–1974)
- «В пошуках правди» (1980)
- «В пошуках долі» (1924)

### Вірші
- «Ніщо не тішить вже мене» (1917)
- «Мрії» (1917)
- «Червона Армія»
- «Балада про радянського льотчика»
- «Розвідники»
- «Юні партизани»
- «Батьківщина»

### Пісні
- «Похідна комсомольська»
- «Пісня тимурівців»

### П'єси для дитячого театру
- «Орлиний дзьоб»
- «В глухому кутку»
- «Сільська школа»
- «Толя-піонер»
- «Квітка папороті»
- «Домашня учителька»
- «Товариш із центра (Сучасний ревізор)»
- «Торговий дім Шнеєрзон і Ко»

### Радіоп'єси (1941—1943)
- «Вожатий іде на фронт»
- «Тимурівці»
- «Патріоти»
- «В темну ніч»
- «Фуфайка»

### Історичні нариси
- «Математика у військовій справі»
- «Відомі сторінки з історії російської артилерії»

### Переклади
Волков переклав російською:
- Жуль Верн, «Дунайський лоцман»
- Жуль Верн, «Незвичайні пригоди експедиції Барсака»

## Переклади українською
Видавництво "Веселка" (Київ)
- Олександр Волков. Чарівник Смарагдового міста; Урфін Джюс і його дерев'яні солдати. Переклад українською: Фелікс Ксензенко; малюнки: Олександр Коваль. — Київ : Веселка, 1992. — 359 с. — ISBN 5-301-01009-3.
- Олександр Волков. Семеро підземних королів; Вогняний бог Марранів. Переклад українською: Михайло Зяблюк, Юрій Попсуєнко; малюнки: Олександр Коваль. — Київ : Веселка, 1993. — 407 с. — ISBN 5-301-01551-6.
- Олександр Волков. Жовтий Туман; Таємниця покинутого замку. Переклад українською: Михайло Зяблюк; малюнки: Олександр Коваль. — Київ : Веселка, 1995. — 448 с. — ISBN 5-301-01657-1.

Видавництво "Школа" (Київ)
- Олександр Волков. Чарівник Смарагдового міста. Урфін Джюс і його дерев'яні солдати. Переклад українською: Фелікс Ксензенко; малюнки: Лєанід Владімірскій. — Київ : Школа, 2002. — 414 с. — (Золота бібліотека) — ISBN 966-7657-91-4.
- Олександр Волков. Семеро підземних королів. Переклад українською: Михайло Зяблюк; малюнки: Лєанід Владімірскій. — Київ : Школа, 2002. — 205 с. — (Золота бібліотека) — ISBN 966-661-061-2.
- Олександр Волков. Вогняний бог Марранів. Переклад українською: Юрій Попсуєнко; малюнки: Лєанід Владімірскій. — Київ : Школа, 2002. — 223 с. — (Золота бібліотека) — ISBN 966-661-099-X.
- Олександр Волков. Жовтий туман. Переклад українською: Михайло Зяблюк; малюнки: Лєанід Владімірскій. — Київ : Школа, 2002. — 224 с. — (Золота бібліотека) — ISBN 966-661-060-4.
- Олександр Волков. Таємниця покинутого замку. Переклад українською: Михайло Зяблюк; малюнки: Лєанід Владімірскій. — Київ : Школа, 2002. — 192 с. — (Золота бібліотека) — ISBN 966-661-098-1.

Видавництво "Рідна мова / Махаон Україна" (Київ)
- Олександр Волков. Чарівник Смарагдового міста. Переклад українською: Фелікс Ксензенко; малюнки: Владімір Коркін. — Київ : Махаон-Україна / Рідна мова, 2006. — 192 с. — ISBN 966-605-688-7.
  - (передрук) Олександр Волков. Чарівник Смарагдового міста. Переклад українською: Фелікс Ксензенко; малюнки: Владімір Коркін. — Київ : Махаон-Україна / Рідна мова, 2010. — 256 с. — ISBN 978-617-526-225-2.
  - (передрук) Олександр Волков. Чарівник Смарагдового міста. Переклад українською: Фелікс Ксензенко; малюнки: Владімір Коркін. — Київ : Махаон-Україна / Рідна мова, 2010. — 192 с. — (Бібліотека дитячої класики) — ISBN 978-617-526-123-1.
- Олександр Волков. Урфін Джюс і його дерев'яні солдати. Переклад українською: Фелікс Ксензенко; малюнки: Лейла Казбєкова. — Київ : Махаон-Україна / Рідна мова, 2009. — 288 с. — ISBN 978-617-526-223-8; 978-611-526-078-2 ("Казкові повісті").
- Олександр Волков. Жовтий туман. Переклад українською: Михайло Зяблюк; малюнки: Лейла Казбєкова. — Київ : Махаон-Україна / Рідна мова, 2010. — 304 с. — ISBN 9786175262894.
- Олександр Волков. Сім підземних королів. Переклад українською: Михайло Зяблюк; малюнки: Олена Борисова. — Київ : Махаон-Україна / Рідна мова, 2010. — 272 с. — ISBN 978-617-526-224-5; 978-611-526-083-6 (Казкові повісті).
- Олександр Волков. Вогняний бог Марранів. Переклад українською: Юрій Попсуєнко; малюнки: Олена Борисова. — Київ : Махаон-Україна / Рідна мова, 2011. — 288 с. — ISBN 978-617-526-337-2.
- Олександр Волков. Таємниця покинутого замку. Переклад українською: Михайло Зяблюк; малюнки: Олена Борисова. — Київ : Махаон-Україна / Рідна мова, 2011. — 256 с. — ISBN 9786175263389.

Видавництво "Школа" (Харків)
- Олександр Волков. Чарівник Смарагдового міста. Переклад українською: Наталя Косенко; художник: Ангеліна Канкава. — Харків : Школа, 2013. — 224 с. — (Дитячий бестселер) — ISBN 978-966-429-191-7.
- Олександр Волков. Урфін Джус і його дерев'яні солдати. Переклад українською: Наталя Сидорова; художник: Ангеліна Канкава. — Харків : Школа, 2014. — 256 с. — (Дитячий бестселер) — ISBN 978-966-429-223-5.
- Олександр Волков. Сім підземних королів. Переклад українською: Наталя Сидорова; художник: Ангеліна Канкава. — Харків : Школа, 2015. — 253 с. — (Дитячий бестселер) — ISBN 978-966-429-224-2.
- Олександр Волков. Вогняний бог Марранів. Переклад українською: Наталя Сидорова; художник: Ангеліна Канкава. — Харків : Школа, 2015. — 251 с. — (Дитячий бестселер) — ISBN 978-966-429-367-6.
- Олександр Волков. Жовтий туман. Переклад українською: Наталя Косенко; художник: Ангеліна Канкава. — Харків : Школа, 2016. — 256 с. — (Дитячий бестселер) — ISBN 978-966-429-398-0.
- Олександр Волков. Таємниця покинутого замку. Переклад українською: Наталя Сидорова; художник: Ангеліна Канкава. — Харків : Школа, 2017. — 224 с. — (Дитячий бестселер) — ISBN 978-966-429-399-7.

Інші видавництва
- Олександр Волков. Чарівник Смарагдового міста. Переклад українською: не вказано; малюнки:  М. Б. Барнич. — Донецьк : Веско, 2012. — 144 с. — (Бібліотека школяра) — ISBN 978-966-341-883-4.
- Олександр Волков. Чарівник Смарагдового міста. Переклад українською: не вказано; малюнки: Олена Семякіна. — Харків : Ранок, 2015. — 240 с. — ISBN 978-617-09-2017-1.